# ソユーズTMA-3
ソユーズTMA-3 (Союз ТМА-3 / Soyuz TMA-3) は、国際宇宙ステーション (ISS) への往来を目的としたソユーズのミッション。コールサインは「イングール」。ソユーズFGによって打ち上げられた。

## 乗組員

### 打上げ時
- ペドロ・デュケ (2) -  スペイン（欧州宇宙機関）

#### ISS第8次長期滞在クルー
- アレクサンドル・カレリ (4) -  ロシア
- マイケル・フォール (6) -  アメリカ合衆国

### 帰還時
- アレクサンドル・カレリ (4) -  ロシア
- マイケル・フォール (6) -  アメリカ合衆国
- アンドレ・カイパース (1) -  オランダ（欧州宇宙機関）

## ISSとのドッキング
- 結合 2003年10月20日 07:16 UTC（ピアース）
- 分離 2004年4月29日 20:52 UTC

## ミッションハイライト
ソユーズTMA型の3回目の飛行であり、国際宇宙ステーション (ISS) へのソユーズによる7回目の飛行である。
船長はアレクサンドル・カレリ、フライトエンジニアはマイケル・フォールとペドロ・デュケ。ISSにドッキングしてからは、逆にフォールが第8次長期滞在におけるISS司令官、カレリがエンジニアとなった。フォールはミールとISSの両方を訪れた最初のアメリカ人である。デュケは欧州宇宙機関 (ESA) の科学実験ミッション「セルバンテス」を行った後、第7次長期滞在クルーと共にソユーズTMA-2で帰還した。
バックアップクルーはウィリアム・マッカーサー、ワレリー・トカレフ、アンドレ・カイパースだった。
カレリとフォールは半年間の滞在後、ソユーズTMA-4の3人目のクルーとしてISSにやってきたカイパースと共にカザフスタンのアルカリク近郊に着陸した。若干のヘリウム漏れが発生したが、ミッションには支障とならなかった。